# Dépendance au cybersexe
Pour des articles plus généraux, voir Addiction sexuelle, Dépendance à la pornographie et Dépendance à Internet.
La dépendance au cybersexe - également appelée dépendance sexuelle sur Internet - est une sexualité compulsive directement associée à  une dépendance à Internet. C'est la plus commune des cyberdépendances - ou dépendances à internet.  Elle se manifeste le plus souvent par la masturbation assistée par une activité en ligne qui contribue à l'excitation sexuelle, par exemple la visualisation d'images pornographiques (dépendance à la pornographie) via la consultation de sites web tels que Youporn, Pornhub, etc. D'autres activités de cybersexe possibles comprennent les stimulations virtuelles par le biais d’avatar, de dispositif haptique ou d'intelligences artificielles, les jeux vidéo sexuels et pornographiques (MacPlaymate..), les chats et forum de discussion pour adultes orientés sur le sexe, les échanges sexuels téléphoniques et toutes interactions sensuelles et sexuelles entre partenaires organiques ou informatique, la lecture d'histoires érotiques ou pornographique et la recherche de partenaires sexuels et d'informations sur l'activité sexuelle. 
La dépendance au cybersexe peut entraîner de graves conséquences négatives sur le bien-être physique, mental, social et/ou financier de l'utilisateur. Les  utilisateurs de services érotiques sur le Web souffrent souvent de dépression, d'anxiété et de stress.
La dépendance sexuelle sur Internet peut avoir plusieurs causes selon l'Association américaine pour la thérapie des addictions sexuelles (AASAT). La première cause est une dépendance physiologique et neuronale qui se produit pendant les orgasmes - renforçant et attachant un comportement addictif à des images ou des scénarios. Deuxièmement, les comportements de dépendance sexuelle compensent parfois des désordres psychologiques tels que l’abandon, le manque d'estime de soi ou le manque de liens relationnels sincères. Troisièmement, le toxicomane de sexe par Internet utilise parfois cette dépendance pour contrebalancer un déséquilibre dû à une dépression majeure, un trouble bipolaire ou un trouble maniaco-dépressif. Le toxicomane au cybersexe peut également avoir des problèmes de refus sexuel dans l'intimité, car il se sent plus en sécurité dans le cybermonde  que dans le cadre de vraies relations.
Cette dépendance touche bien davantage les hommes que les femmes, et l'on note que 35 % des téléchargements sur internet sont de nature pornographique.

## La cybersexualité
Selon le psychologue américain Al Cooper, l’activité sexuelle en ligne est définie comme l’utilisation d'Internet pour n'importe quelle activité textuelle, images, sons, vidéo, dans un but lié à la sexualité : amusement, divertissement, recherche de documents, éducation, acquisition de matériel lié à la sexualité, et recherche de partenaires sexuels». 
La cybersexualité n’est donc pas une pathologie en soi, certains auteurs refusent même de parler d’addiction à la cybersexualité car il n’y a pas de modifications biochimiques, de sevrage ou encore de rechute, à proprement parler, comme chez les addicts aux drogues. Par exemple, le célèbre sociologue américain Marshall McLuhan perçoit le cybersexe non pas comme une addiction mais tel une Narcose Narcissique.
Dans le comportement addictif, il existe deux étapes : 
1. La phase d'initiation : renvoie à la recherche de sensations qui jouent un rôle essentiel dans la rencontre avec l’objet addictif
2. L’installation de la dépendance : arrive plus tardivement et renvoie l’usage répété de l’objet qui se poursuit sous l’influence des exigences adaptatives liées à l’anxiété et au sevrage.

De ce point de vue, nous pouvons parler d’addiction dans la cybersexualité, quand les internautes recherchent dans la cybersexualité un moyen de combler un manque dans leur vie. Selon deux psychiatres français, le Dr Michel Hautefeuille et le Dr Dan Véléa « tout être dépendant est un individu en souffrance. Il cherche par ses efforts à combler un vide identificatoire ». Si l’individu éprouve du plaisir dans cette pratique sexuelle, il va alors répéter l’activité afin de retrouver ce plaisir le plus souvent possible au point où seul cet objet devient source de satisfaction. Lorsque l’on prive l’individu de ses activités sexuelles en ligne, il ressent alors un manque, un vide profond encore plus important qu’à l’initial. C’est pour ces raisons que bon nombre de scientifiques s’accordent pour assimiler le cybersexe à une addiction sans drogue.

## Approche clinique
Dans le DSM IV et le CIM 10, les troubles addictifs des toxicomanies sans drogues sont répertoriés dans des sous-classes comme les « troubles du contrôle des impulsions », « troubles du contrôle des impulsions non spécifiés ailleurs » ou encore «autres troubles des habitudes et des impulsions ». La classification du DSM IV spécifie : « le sujet ne parvient pas, de manière répétitive, à résister à des impulsions le poussant à adopter ce comportement, avec une période prodromique de tension suivi d’un sentiment de soulagement lors de la réalisation de l’acte ». 
On répertorie 13 millions d’utilisateurs internet qui souffrent d’une dépendance cybernétique. Le Dr Young met en avant que l’addiction à internet et outils associés relève de la même dépendance psychologique que les addictions aux drogues. La cyberdépendance et les addictions cyberassistées entraînent une réduction des performances au travail, des désordres conjugaux voire une séparation. Une étude de Al Cooper présente une étude sur 7 000 hommes, 384 montrent des problèmes sexuels liés à internet. Ces 384 hommes ont une moyenne de 54h par semaine d’activité sexuelle en ligne (deux fois plus longue que le reste de l’échantillon).
Le Dr Young a établi un questionnaire de 10 items (répondre par oui ou par non) permettant d’évaluer si on est addict ou non au cybersexe : 
1. Passez-vous une quantité significative et régulière dans les sections de discussion en ligne et de messagerie instantanée avec le seul objectif de trouver du cybersexe ?
2. Êtes-vous préoccupé avec l’utilisation d’Internet pour trouver des partenaires sexuels en ligne ?
3. Utilisez-vous fréquemment des communications anonymes pour vous engager dans des fantaisies sexuelles qui ne se produisent pas nécessairement dans la vraie vie ?
4. Anticipez-vous votre prochaine session de navigation sur Internet avec l’espoir de trouver de l’excitation et de la gratification sexuelle ?
5. Trouvez-vous que vous passez fréquemment du cybersexe aux téléphones sexuels (ou même à des rencontres réelles) ?
6. Cachez-vous vos interactions sur Internet aux autres personnes significatives de votre vie ?
7. Vous sentez-vous coupable ou honteux de l’utilisation que vous faites de l’Internet ?
8. Au début, étiez-vous accidentellement dirigé vers le cybersexe alors que maintenant vous le cherchez activement lors de vos connexions à Internet ?
9. Vous masturbez-vous lors de vos connexions à Internet pendant que vous regardez de la pornographie en ligne ?
10. Êtes-vous moins impliqué avec votre partenaire sexuel dans la vie réelle et considérez-vous le cybersexe comme première source de gratification sexuelle ?

Chaque item relevant d’activités ou de motivations que le cyberdépendant peut avoir, une ou des réponses positives à ce test peut donc signifier un début de dépendance.
En résumé, l’usage ne sera vraiment considéré comme pathologique  qu’à partir du moment où le comportement deviendra exclusif et s’accompagnera de dégâts associés : abandon durable des autres centres d’intérêt notamment familial, scolaire ou professionnel.

### Origines possibles du trouble
- Inhibition/frustration sexuelle
- Difficultés relationnelles interpersonnelles/ difficultés de couple
- Stress
- Comportements sexuels compulsifs / Hypersexualité
- Consommation de drogues
- Pathologies préexistantes (dépression, phobie sociale..)

### Symptômes addictifs
- Incapacité à établir une relation saine et gratifiante avec le partenaire / Culpabilité envers son partenaire
- Apparition durant l’acte sexuel d’un vécu de déréalisation
- Baisse des relations affectives et émotionnelles / Instabilité relationnelle
- Masturbation compulsive
- Pensées obsédantes
- Sentiment de dévalorisation, de vide et d’impuissance face à l’acte sexuel
- Honte
- Tendance à l’ennui

Les addicts sexuels présentent au moins deux des concepts suivants : 
- La drague compulsive avec partenaires multiples et recherche de gestion du stress et de l’anxiété
- L’autoérotisme compulsif/masturbation qui comporte l’auto-stimulation obsessive et compulsive des parties génitales
- La fixation compulsive sur un des partenaires inaccessibles
- Les rapports compulsifs amoureux multiples avec une insatisfaction des relations amoureuses et la quête perpétuelle de l’amour idéal
- La sexualité compulsive avec de nombreux rapports sexuels, vécus de manière insatisfaisante, et avec des besoins interminables d’actes sexuels, d’expression amoureuse et d’attention.

### Conséquences
- Modification du temps vécu et de l’espace
- Modification de la perception de son corps
- Modification de la pensée en relation avec l’imaginaire du sujet et de ses préoccupations plus ou moins conscientes
- Abandon des autres centres d’intérêt

## Bases neurologiques
Que ce soit une addiction avec ou sans drogue, comme c’est le cas pour cette addiction comportementale, les voies dopaminergiques du circuit de la récompense sont activées. Tout ce qui amène une dépendance entraîne une augmentation de libération de dopamine. Cette libération excessive entraîne en contrario une baisse de sensibilité du site de recapture dopaminergique. En soi, cela signifie que le cerveau a une désensibilisation dopaminergique qui entraîne une baisse de la libido lors de rapport normaux.
Cette voie dopaminergique renvoie à la voie mésolimbique qui se situe dans les cellules de l’aire tegmentale ventrale (ATV). Cette ATV fait partie du circuit de la récompense. Les corps cellulaires des neurones dans l’ATV utilisent la dopamine comme neurotransmetteur. L’ATV est située très profondément dans le cerveau en son centre et envoie des projections à diverses régions cérébrales (cortex, notamment cortex préfrontal, noyau accumbens (=striatum ventral), amygdale, hypothalamus..). De par ses afférences dans ces différentes régions, il est impliqué dans la motivation.
En cas de cybersexualité compulsive, la dopamine est libérée de façon massive au niveau de l’ATV. Cette aire est stimulée par l’hypothalamus qui est la zone finale du circuit de la récompense. En soi, le circuit de la récompense (cortex – accumbens – amygdale – hippocampe – Hypothalamus) envoie ses informations à son dernier relais (l’hypothalamus) qui stimule l’ATV qui lui-même libère la dopamine de façon très divergente. C'est cette libération massive de dopamine qui est à l'origine du plaisir lors de l'activité de cybersexualité.
Plus spécifiquement, une étude de marque, Snagowski, Laier et Maderwald (2016) montre que le striatum ventral (faisant partie du circuit de la récompense) est suractivé lorsque l’individu regarde des images à caractère sexuel explicite plaisantes par rapport à des images à caractère sexuel non explicite (érotique) non plaisantes. Cette activité du striatum serait associée aux symptômes addictifs de la cybersexualité compulsive (hypersexualité, dépression). Des études ont montré que la libération de dopamine n’est pas spécifique à la présence de la source du plaisir mais se déclenche par anticipation de la récompense (il y a une forme d’apprentissage, la prégnance, qui annonce quelque chose de plaisant).  En soi, on observe une augmentation de dopamine dans le noyau accumbens à l’idée de regarder de la pornographie.
Heath (1964, 1972)  pratique des stimulations électriques chez des patients humains au niveau du circuit de la récompense. 
Voici les résultats constatés après stimulations : 
- Sentiment de plaisir, bouffées de chaleur, orgasme, excitation sexuelle
- Sentiment amoureux envers l'expérimentateur

D’autres études ont pu mettre en avant que lors de la phase anticipatoire, le noyau accumbens subit une surstimulation tandis que le cortex préfrontal est surstimulé lors de la récompense.
Schultz et al (1997) se sont intéressés à la libération de dopamine lors de la consommation d’une récompense en mesurant l’activité de l’ATV. Il constate qu’à l’arrivée de la récompense il y a une libération massive de dopamine. Ils font alors un conditionnement classique, c’est-à-dire qu’avant chaque récompense ils émettent un signal lumineux. L’animal, une fois habitué, libère alors de la dopamine, avant même l’arrivée de la récompense, au moment du signal lumineux. Dans un dernier temps ils font une dissociation de la recherche du plaisir et du plaisir même. Ils constatent, en l’absence de récompense après le signal lumineux, une baisse dopaminergique en dessous du niveau habituel. L’interprétation est la suivante : 
- L’hypothalamus est informé sur le plan sensoriel de l’absence de la récompense attendue et il va diminuer son action sur l’ATV
- Cela peut être des bases neurobiologiques pour expliquer le phénomène de manque : la frustration neuronale entraine une diminution de l’activité dopaminergique en dessous du niveau de base.

## Remédiation
La thérapie cognitivo-comportementale (TCC) est la thérapie la plus courante pour soigner les troubles addictifs sans drogue.  La demande d’aide se fait surtout par des proches du malade qui s’inquiètent pour la santé psychologique du proche. En soi, l’individu cherche à s’extraire d’un problème de la vie courante qui touche à son narcissisme. Dans le cas de la cybersexualité l’objet externe étant l’activité sexuelle sur le net, la thérapie cognitivo-comportementale (TCC) est la plus répandue pour traiter ce genre de trouble comportemental. La dépendance est une solution avant d’être un problème, elle permet un auto-traitement pour faire face aux difficultés rencontrées dans la vie quotidienne.
Les modèles cognitivo-comportementaux de l’addiction reposent sur les théories psychologiques de l’apprentissage. La TCC comporte plusieurs étapes avec différentes techniques de prise en charge. En premier lieu commence une évaluation approfondie de la situation du patient (symptômes de cyberaddiction sexuelle et conséquences, histoire personnelle et médicale de l’individu, comorbidités psychiatriques ou addictives). Cette étape renvoie à l’entretien clinique classique. Le travail de la TCC commence vraiment lors de l’analyse fonctionnelle qui permet de déterminer avec précision les comportements qui doivent être modifiés, les conditions dans lesquelles ils ont été acquis et quels sont les facteurs qui les maintiennent (situation à risque).
La thérapie cognitive vise à évaluer et à corriger les fausses croyances qui déclenchent et entretiennent ce comportement hypersexuel. La prise en charge passe par l’aide du patient à faire le lien entre pensées, émotions et comportements selon le modèle de Beck afin de lui faire prendre conscience de sa situation. La thérapie comportementale, elle, utilise des techniques d’exposition en imaginant des situations susceptibles de déclencher des comportements hypersexuels, en commençant par les situations les moins anxiogènes (présentation de tâches comportementales),.